# Liste der Nummer-eins-Country-Alben in den USA (1993)
Dies ist eine Liste der Nummer-eins-Alben in den von Billboard ermittelten Verkaufscharts für Country-Alben in den USA im Jahr 1993. In diesem Jahr gab es neun Nummer-eins-Alben.

| ← 1992 ← | Liste der Nummer-eins-Country-Alben in den USA | Liste der Nummer-eins-Country-Alben in den USA | Liste der Nummer-eins-Country-Alben in den USA | 1994 →                    |
| \| Zeitraum \| Wo. ges. \| Interpret \| Titel \| Zusätzliche Informationen \| \| (Zeitraum, Wochen auf Platz eins, Interpret, Titel, zusätzliche Informationen) \| \| \| \| \| \| ------------------------------------------------------------------------------ \| -------- \| --------------- \| ----------------------------------------------- \| ------------------------- \| \| 26. Dezember 1992 – 29. Januar 1993 5 Wochen (insgesamt 16) \| 16 \| Garth Brooks \| The Chase[1] \| — \| \| 30. Januar 1993 – 21. Mai 1993 16 Wochen (insgesamt 34) \| 34 \| Billy Ray Cyrus \| Some Gave All[2] \| — \| \| 22. Mai 1993 – 28. Mai 1993 1 Woche (insgesamt 1) \| 1 \| Reba McEntire \| It's Your Call[3] \| — \| \| 29. Mai 1993 – 2. Juli 1993 5 Wochen (insgesamt 5) \| 5 \| Wynonna \| Tell Me Why[4] \| — \| \| 3. Juli 1993 – 9. Juli 1993 1 Woche (insgesamt 1) \| 1 \| George Strait \| Pure Country[5] \| — \| \| 10. Juli 1993 – 13. August 1993 5 Wochen (insgesamt 5) \| 5 \| Billy Ray Cyrus \| It Won't Be the Last[6] \| — \| \| 14. August 1993 – 17. September 1993 5 Wochen (insgesamt 5) \| 5 \| Alan Jackson \| A Lot About Livin' (And a Little 'bout Love)[7] \| — \| \| 18. September 1993 – 5. November 1993 7 Wochen (insgesamt 7) \| 7 \| Garth Brooks \| In Pieces[8] \| — \| \| 6. November 1993 – 31. Dezember 1993 8 Wochen (insgesamt 8) \| 8 \| Various Artists \| Common Thread: The Songs of the Eagles[9] \| — \| |                                                |                                                |                                                |                           |
| ← 1992 |                                                |                                                |                                                | → 1994 →                  |
| Zeitraum | Wo. ges.                                       | Interpret                                      | Titel                                          | Zusätzliche Informationen |
| (Zeitraum, Wochen auf Platz eins, Interpret, Titel, zusätzliche Informationen) |                                                |                                                |                                                |                           |
| 26. Dezember 1992 – 29. Januar 1993 5 Wochen (insgesamt 16) | 16                                             | Garth Brooks                                   | The Chase                                      | —                         |
| 30. Januar 1993 – 21. Mai 1993 16 Wochen (insgesamt 34) | 34                                             | Billy Ray Cyrus                                | Some Gave All                                  | —                         |
| 22. Mai 1993 – 28. Mai 1993 1 Woche (insgesamt 1) | 1                                              | Reba McEntire                                  | It's Your Call                                 | —                         |
| 29. Mai 1993 – 2. Juli 1993 5 Wochen (insgesamt 5) | 5                                              | Wynonna                                        | Tell Me Why                                    | —                         |
| 3. Juli 1993 – 9. Juli 1993 1 Woche (insgesamt 1) | 1                                              | George Strait                                  | Pure Country                                   | —                         |
| 10. Juli 1993 – 13. August 1993 5 Wochen (insgesamt 5) | 5                                              | Billy Ray Cyrus                                | It Won't Be the Last                           | —                         |
| 14. August 1993 – 17. September 1993 5 Wochen (insgesamt 5) | 5                                              | Alan Jackson                                   | A Lot About Livin' (And a Little 'bout Love)   | —                         |
| 18. September 1993 – 5. November 1993 7 Wochen (insgesamt 7) | 7                                              | Garth Brooks                                   | In Pieces                                      | —                         |
| 6. November 1993 – 31. Dezember 1993 8 Wochen (insgesamt 8) | 8                                              | Various Artists                                | Common Thread: The Songs of the Eagles         | —                         |